# Arenysaurus ardevoli
Arenysaurus ardevoli ("llangardaix d'Arény de Lluís Ardèvol") és una espècie coneguda del gènere extint Arenysaurus de dinosaure ornitòpode lambeosaurí, que va viure a la fi del període Cretàcic, fa aproximadament 68 milions d'anys en el Maastrichtià, en el que és avui els Pirineus i Conca de Tremp.

## Descripció
Arenysaurus era un herbívor de mida mitjana amb una longitud de 5 a 6 metres, que es podia moure opcionalment en dues potes. El crani de l'holotip, d'acord amb un escàner TAC una capacitat de 126,2 cm³. La longitud del cos de Arenysaurus s'estima entre els 5 i 6 metres. Els descriptors el 2009 van ser capaços destablir algunes característiques distintives. La curvatura de l'[os frontal] està molt ben desenvolupat. L'excel·lent per a la branca quadrada de l'os escamós i la branca inferior de l'orbital funcionant gairebé verticalment. La cresta deltopectoral de l'húmer és cap endavant. A més, hi ha una combinació única de propietats no és en si mateix úniques. La cama del front és breu, dues vegades tan ampla com llarga. La meitat de cresta entre els ossos parietals s'enganxen al voltant tan alta com la barra de la barra orbital iescamosos. El costat de l'escamós es troba per sobre de la cavitat on s'ajusta a la branca del quadrat, més aviat baixa.

## Classificació
Una anàlisi cladistica va obtenir el resultat que Arenysaurus era un membre basal de Lambeosaurinae, col·locat lleugerament més profund en l'arbre de família, respecte a un clado, que comprèn a Corythosaurini i Parasaurolophini com a Amurosaurus. Això, d'acord amb els descriptors, assenyala que al Cretàcic superior hi havia una connexió entre Europa i Àsia. Arenysaurus va ser un dels últims dinosaures d'Europa.